# Napomyza pallens
Napomyza pallens är en tvåvingeart som beskrevs av Spencer 1969. Napomyza pallens ingår i släktet Napomyza och familjen minerarflugor. Inga underarter finns listade i Catalogue of Life.